# Comté de Greene (Indiana)
Pour les articles homonymes, voir Comté de Greene.
Le comté de Greene (anglais : Greene County) est un comté de l'État de l'Indiana, aux États-Unis. Il comptait 33 157 habitants en 2000. Son siège est Bloomfield.